# Schlosskirche Ostrau

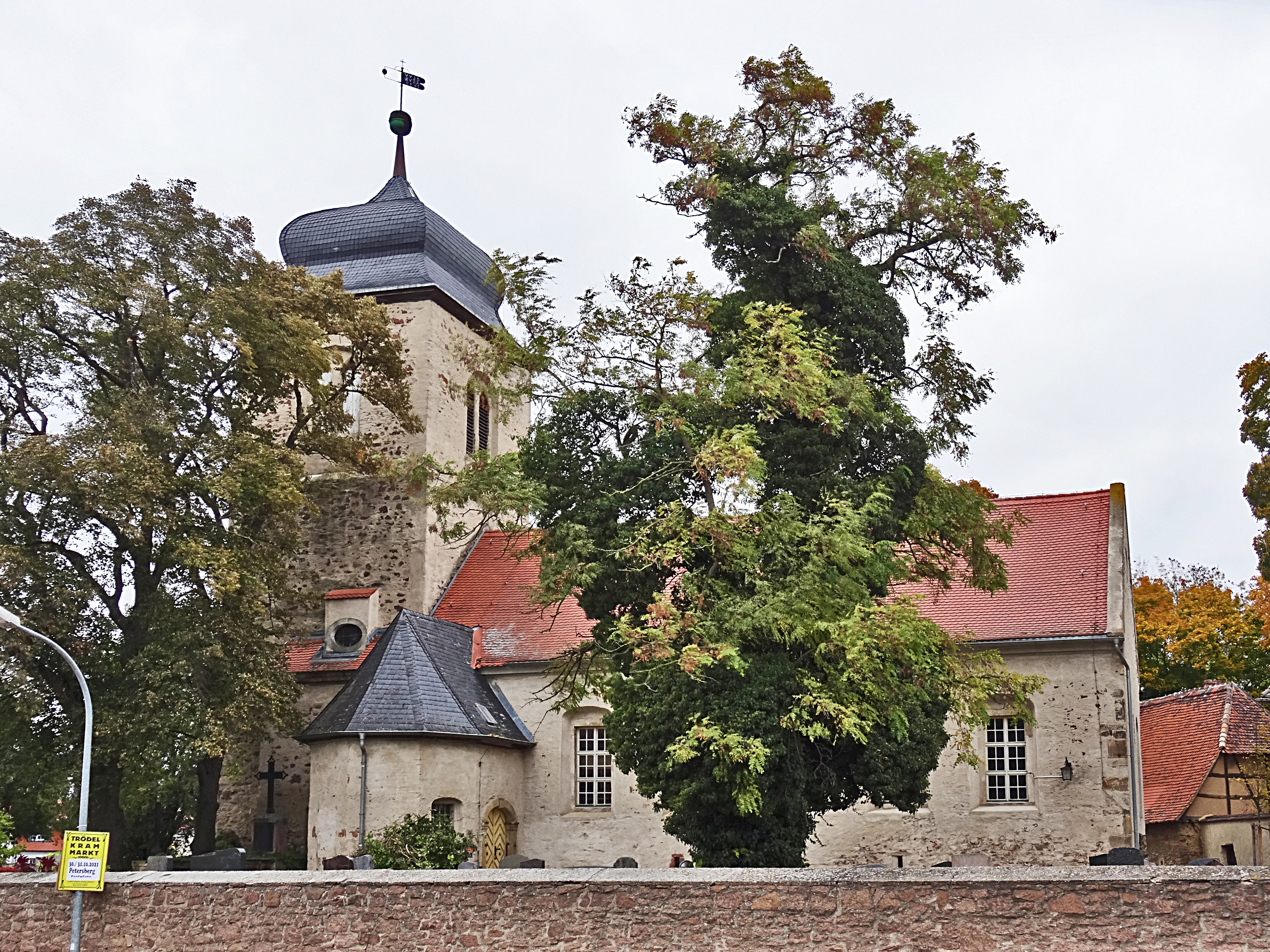
Schlosskirche Ostrau (Petersberg)

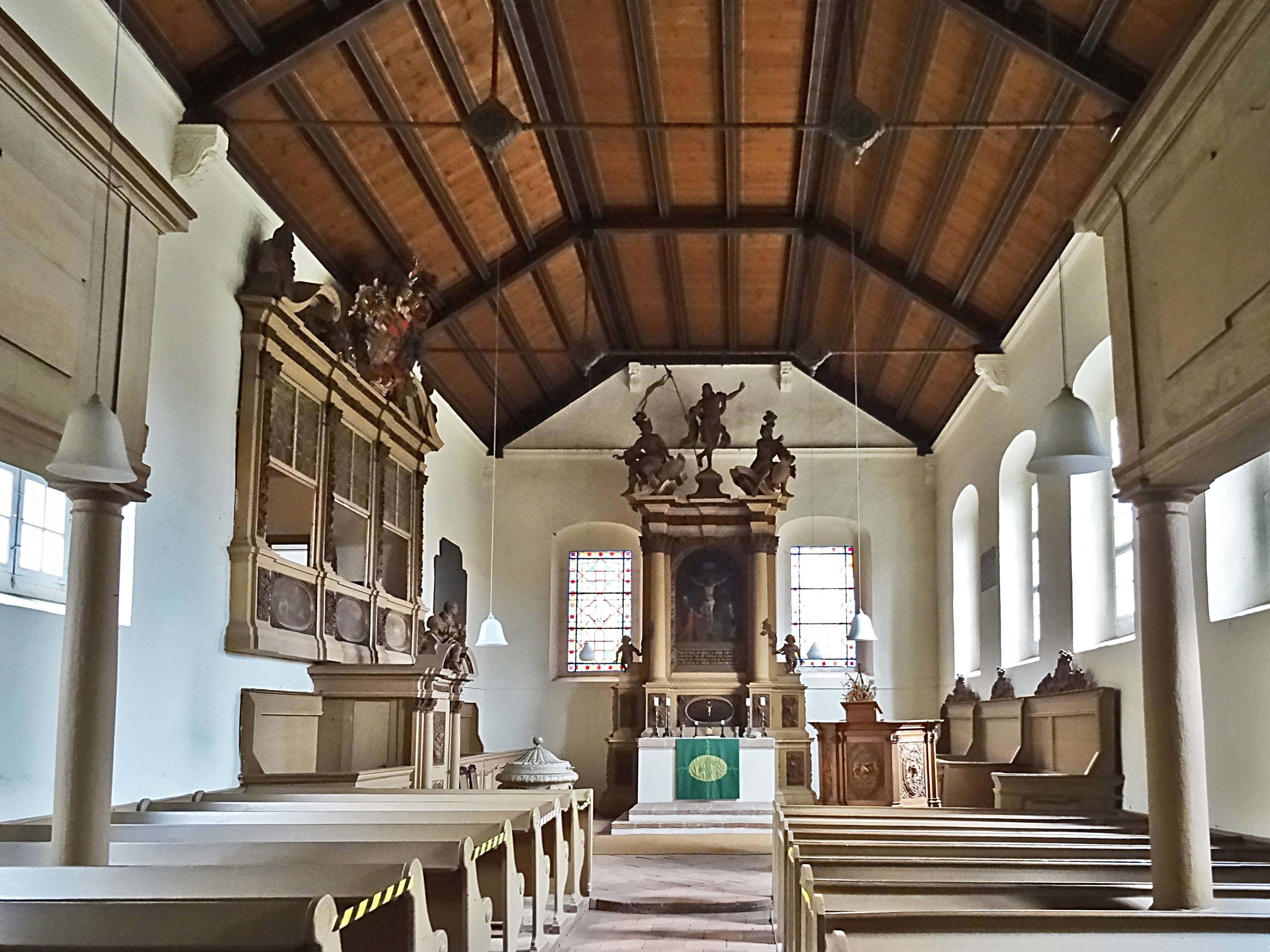
Innenansicht

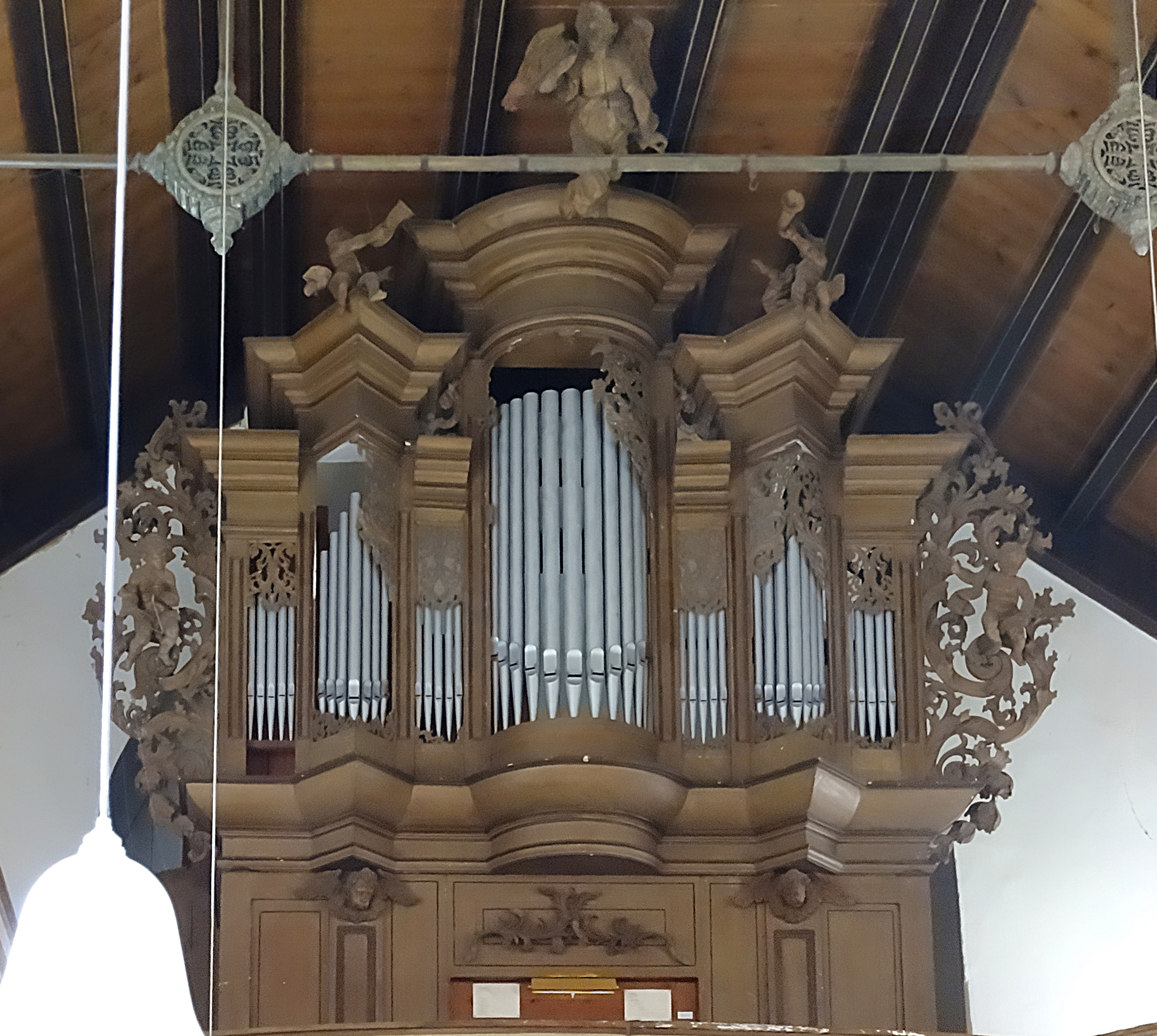
Orgelprospekt

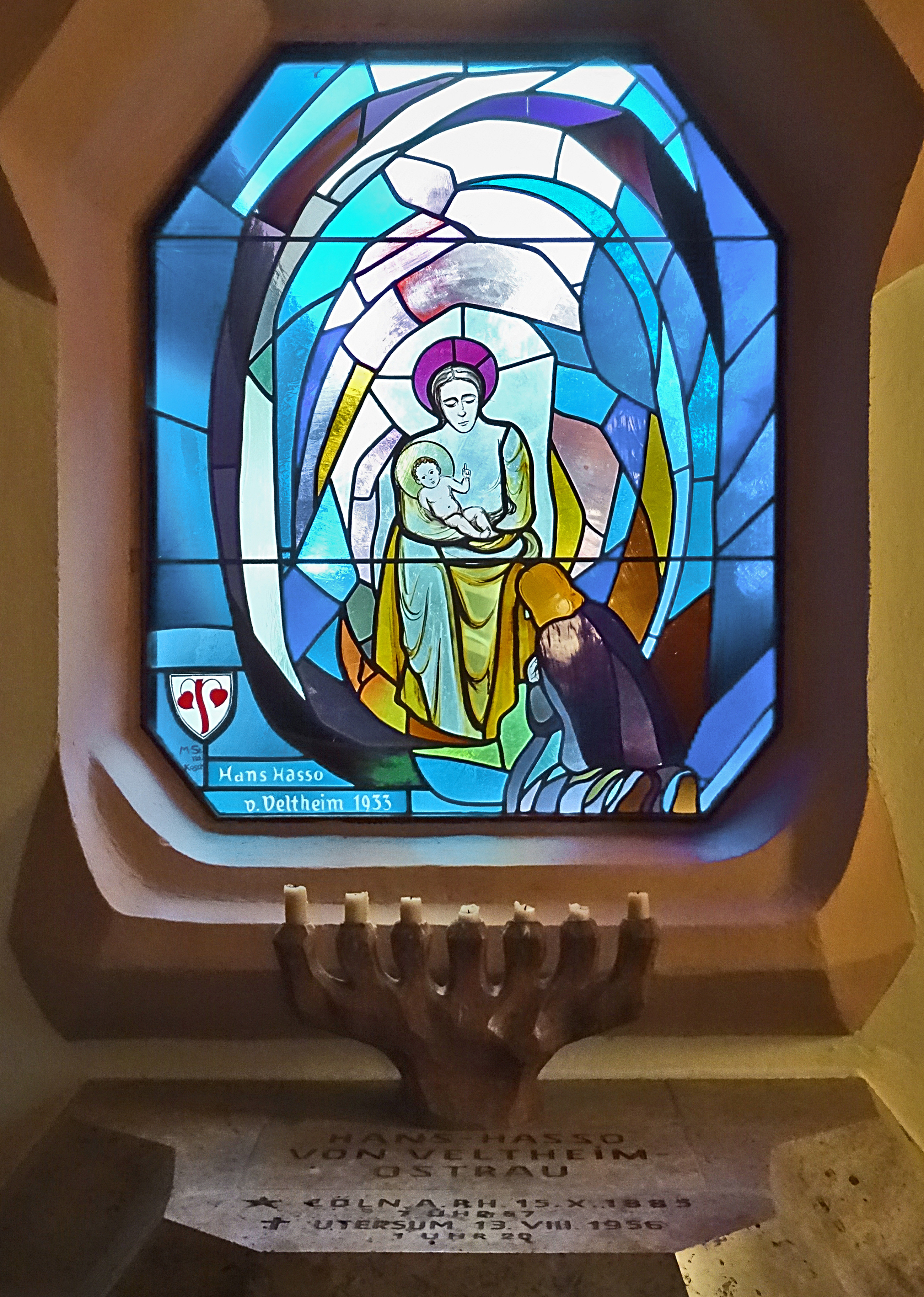
Farbglasfenster in der Veltheim-Grabkapelle

Die evangelische Schlosskirche Ostrau (auch St. Georg) ist eine barocke Saalkirche im Ortsteil Ostrau von Petersberg (Saalekreis) in Sachsen-Anhalt. Sie gehört zum Pfarrbereich Ostrau im Kirchenkreis Halle-Saalkreis der Evangelischen Kirche in Mitteldeutschland (EKMD).

## Geschichte und Architektur
Die Kirche ist ein flachgedecktes, rechteckiges Bauwerk mit quadratischem, halb eingebautem Westturm, dem südlichen Portalvorbau und einer nördlichen Patronatsloge. Sie geht auf die Burgkapelle von Schloss Ostrau aus der Zeit um 1300 zurück; ein durchgreifender Umbau erfolgte in den Jahren zwischen 1689 und 1690, eine Restaurierung 1933. Der Turm ist mit geschweifter Haube geschlossen, die Schallöffnungen sind spitzbogig mit einem mittleren Oculus unter einer Flachbogenblende gebildet.
Innen ist eine Hufeisenempore eingebaut, welche wie die gesamte barocke Ausstattung aus Holz einheitlich in den Jahren von 1698 bis 1702 von Hermann Mauer geschaffen wurde.

## Ausstattung
Das Hauptstück der Ausstattung ist ein Altarretabel mit einem Kreuzigungsbild im Hauptfeld zwischen korinthischen Säulen; im gesprengten Giebel ist der Auferstandene dargestellt, seitlich sind die Grabeswächter. Die sechsseitige Kanzel zeigt an der Brüstung Reliefs der Evangelistensymbole und des Gotteslamms. An der Nordwand ist die verglaste Patronatsloge angebracht, die in der Mitte als Bekrönung mit dem Allianzwappen versehen ist, seitlich sind die Büsten des Stifterehepaars Otto Ludwig von Veltheim und Frau angeordnet.
Das Sakristeiportal wird bekrönt von der Sitzfigur Christi und den Büsten der Apostel Petrus und Paulus. Der Orgelprospekt ist verziert mit musizierenden Putti, Akanthuswangen und einem schwebenden Posaunenengel über der halbrunden Mitte. Die Sandsteintaufe ist in Kelchform mit einem glockenförmigen Deckel gestaltet, an der Kuppa sind Wappen und eine Spruchkartusche angeordnet, die von Putti gehalten werden. Eine rundbogige Sakramentsnische ist eingelassen. Die Patronatsloge wurde durch Hans-Hasso von Veltheim als anthroposophische Kapelle eingerichtet; seine sterblichen Überreste wurden postum dort beigesetzt. Die farbigen Glasmalereien wurden von der Kandinsky-Schülerin Maria Strakosch-Giesler geschaffen, der Altar von Felix Kayser aus Stuttgart. 
Die Orgel ist ein Werk von Wilhelm Rühlmann aus dem Jahr 1930 mit 16 Registern auf zwei Manualen und Pedal.
Auf dem Friedhof sind barocke Grabsteine und die Grabstätte des Hallenser Malers Adolf Senff (1785–1863) erhalten.